# Simone Maria Franzoni
Simone Maria Franzoni (* 1689 in Cevio; † 22. April 1770 ebenda) war ein Schweizer Anwalt und Notar, Gemeindevorsteher von Cevio und Kanzler der Landvogtei Vallemaggia.

## Leben
Simone Maria Franzoni war Sohn des Giovanni Angelo, Statthalters des Maggiatals. Er heiratete Anna Maria Barbara geborene Franzoni (gestorben), Tochter des Francesco, Landesfähnrichs, dann heiratete er Maria Anna Morettini, Tochter des Pietro, Ingenieurs und Obersten.
Er war Rechtsanwalt und Notar, um 1710 Konsul von Cevio und von 1713 bis 1770 Kanzler der Vogtei von Vallemaggia. Im Jahr 1720 bekleidete er das Amt des Fiskalbeamten; in dieser Funktion übernahm er nach dem Tod des Landvogts Johann Jakob Heinrich vorübergehend die Regierung des Tals.